# Yo-Sam Choi
Yo-sam Choi (Jeongeup, 16 oktober 1973 - Seoel, 3 januari 2008) was een Zuid-Koreaans bokser. 

## Carrière
Choi was tussen oktober 1999 en juli 2002 wereldkampioen in de lichtste gewichtsklasse van de boksorganisatie WBO.

### Dood
Op 25 december 2007 bokste hij in de Zuid-Koreaanse hoofdstad Seoel tegen de Indonesische Heri Amol. De wedstrijd ging om de internationale lichtgewichtstitel van de WBO. Gedurende deze wedstrijd sloeg Amol Choi hard tegen de grond. Choi stond weer op en maakte de match die hij uiteindelijk won af. 
Vlak nadat hij de boksring verliet zakte hij in elkaar en belandde in een coma. Hij werd opgenomen in een ziekenhuis in Seoel, waar de artsen hem op 2 januari 2008 hersendood hebben verklaard. Op verzoek van zijn familie is de kunstmatige ademhalingsapparatuur waaraan Choi lag op donderdag 3 januari uitgeschakeld, de dag waarop ook zijn vader was overleden. Yo-Sam Choi is 33 jaar geworden.